# 龙都街道 (重庆市)
龙都街道，是中华人民共和国重庆市万州区下辖的一个乡镇级行政单位。

## 行政区划
龙都街道下辖以下地区：
大塘边社区、红溪沟社区、岩上坝社区、三吉村、九龙村和胜利村。